# Ludwigsfeld (Nürnberg)
Ludwigsfeld ist ein Stadtteil der kreisfreien Stadt Nürnberg und der Name des statistischen Bezirks 10.

## Lage
Ludwigsfeld liegt im Südosten der Stadt Nürnberg. Der Stadtteil wird begrenzt im Norden und Osten von der Bahnstrecke Nürnberg–Feucht, im Süden von der Bayernstraße und im Westen von der Münchener Straße. Nachbarstadtteile sind Tullnau im Norden, Gleißhammer mit Weichselgarten im Osten, Dutzendteich im Süden und Glockenhof mit St. Peter und Guntherstraße im Westen.

## Geschichte
Das Gelände an der Regensburger Straße in Nürnberg wurde früher militärisch genutzt. Zwischen 1826 und 1913 wurden auf der Fläche Volksfeste veranstaltet. Nach dem Besuch des bayerischen Königs Ludwig I. wurde das Areal 1833 in Ludwigsfeld umbenannt.

## Baudenkmale
- Die evangelische Kapelle St. Peter und Paul (ehemalige Siechenkobelkapelle) von 1470, Kapellenstraße 12
- Villa Spaeth, Dutzendteichstraße 24
- 1945 zerstört: Der Herrensitz Hallerweiherhaus, Scharrerstraße